# Aguililla
Aguililla es una población del estado mexicano de Michoacán. Se encuentra localizado al suroeste del estado, aproximadamente a 290 kilómetros al suroeste de la ciudad de Morelia. Es cabecera del municipio homónimo.

## Historia
Aguililla es relativamente moderno. Se formó después de consumada la Independencia de México, fundándose en el primer tercio del siglo XIX a raíz de la emigración de diversas familias procedentes de Zamora de Hidalgo y Cotija de la Paz principalmente, las cuales se establecieron en una hacienda propiedad de doña María Josefa del Peral, con el objeto de impulsar el desarrollo de la agricultura y la ganadería. El pueblo, en un principio, sólo fue una congregación de escaso vecindaria, aumentando la población con el correr de los años, al grado de que para el año de 1831, la Ley Territorial del 10 de diciembre lo consideró como una tenencia del municipio de Apatzingán. En 1854, fue atacada e incendiada por el guerrillero republicano Pascual Rodríguez Pinzón.

## Demografía
Cuenta con 8505 habitantes, lo que representa un decrecimiento promedio anual de -0.35 % en el período 2010-2020 sobre la base de los 8801 habitantes registrados en el censo anterior. Ocupa una superficie de 3.390 km², lo que determina al año 2020 una densidad de 2509 hab/km². Es por su población la 64.ª localidad más poblada de Michoacán.
La población de Aguililla está mayoritariamente alfabetizada (10.1 % de personas analfabetas al año 2020) con un grado de escolarización en torno de los 6.5 años. Solo el 0.28 % de la población se reconoce como indígena, y el 0.18 % habla al menos una lengua indígena.

### Población de Aguililla 1900-2020[6]
| Gráfica de evolución demográfica de Aguililla entre 1900 y 2020                                   |
|                                                                                                   |
| Población de los censos del Instituto Nacional de Estadística y Geografía (INEGI) de 1900 a 2020. |

## Cultura

### Sitios de interés
- Templo de Nuestra Señora de Guadalupe, data del siglo XIX.
- Zona arqueológica El Limón.

### Fiestas
Fiestas civiles
- Aniversario de la Constitución del municipio: 22 de junio.
- Aniversario de la fundación de El Ejido El Aguaje: 5 de noviembre.

Fiestas religiosas
- Semana Santa: miércoles, Jueves y Viernes Santos. Tradicionales Judas y carnaval de Maringuias.
- Fiesta en honor de la Virgen María de los 3 cerritos: Del 1 de octubre a mediados de noviembre.